# Limnaecia zotica
Limnaecia zotica là một loài bướm đêm thuộc họ Cosmopterigidae. Loài này có ở Úc.